# 鉛中毒

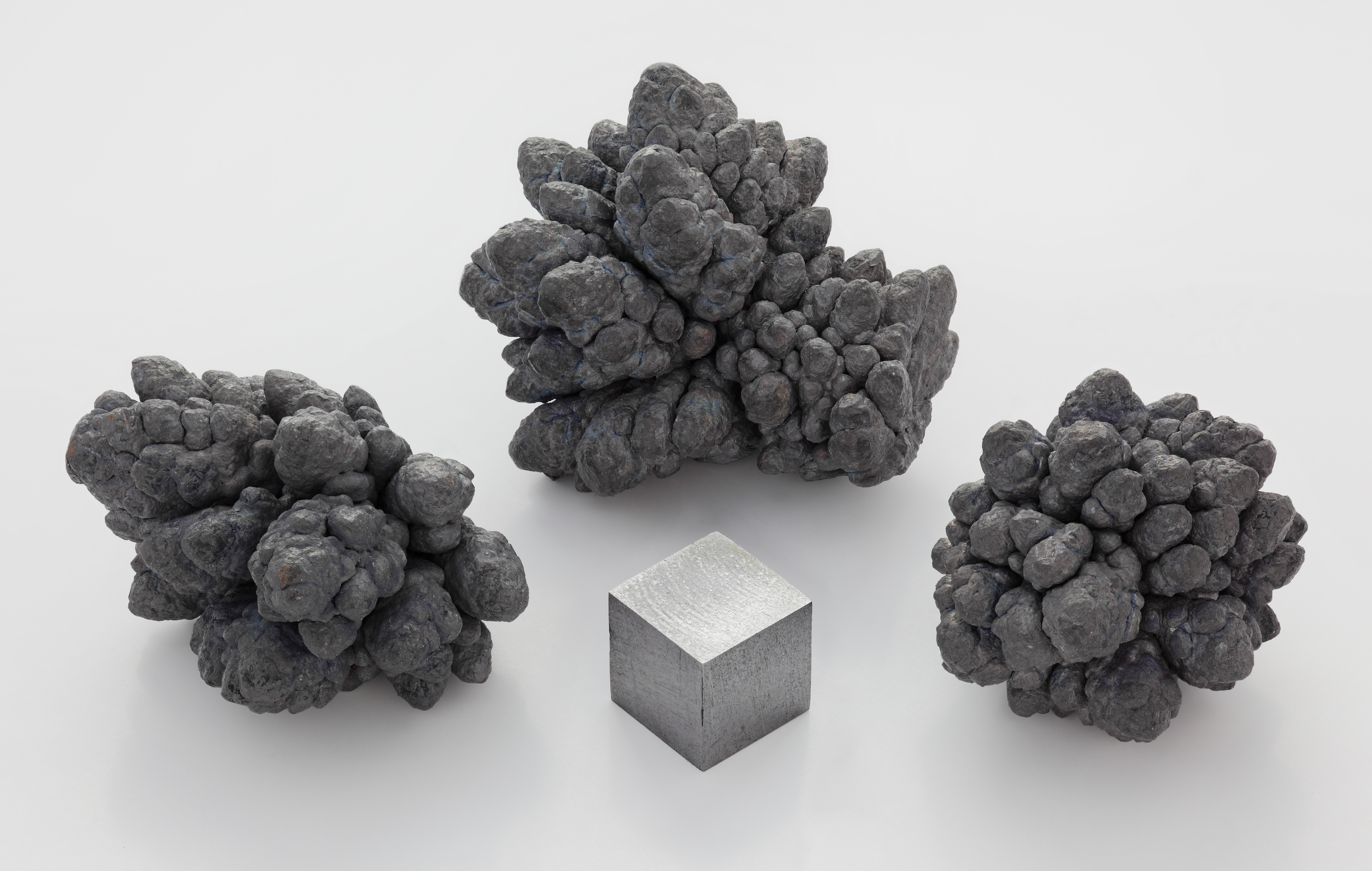
鉛

鉛中毒（なまりちゅうどく、英: lead poisoning）とは、鉛の摂取を原因とする中毒のことである。重金属中毒の一種に分類される。かつては鉛毒（えんどく）ともいった。

## 概要
鉛は食物にもごく微量が含まれており、日常的に摂取されている。鉛は少量でも脳に障害を与える可能性がある。そのような自然由来の鉛では、急性の中毒症状を起こす量を摂取することは通常において考えにくいものの、鉛に汚染された食品の摂取や鉛含有塗料片の経口摂取が起きた場合には鉛の排泄が追いつかず体内に蓄積され、健康に悪影響をおよぼす。また、鉛の有機化合物（テトラエチル鉛など）は細胞膜を通して摂取されるため、呼吸や皮膚接触により容易に中毒症状を起こす。
鉛はヘモグロビン合成を阻害するため、血液塗抹標本上では有核赤血球や好塩基性斑点が認められる。急性中毒では嘔吐、腹痛、ショックなどを示し、慢性中毒では、初期症状として、疲労、睡眠不足、便秘、摂取量が増えるに連れ、腹痛、貧血、神経炎などが現れ、最悪の場合、脳変性症に至る
主に消化器症状、神経症状が認められる。また、貧血が認められることもある。肉眼的所見として脳水腫、大脳皮質の軟化、組織学的所見として脳回頂部における海綿状変化、血管内皮細胞腫大、星状膠細胞腫大、虚血性神経細胞死が確認される。肝細胞、尿細管上皮細胞、破骨細胞の核内に好酸性封入体が認められることがある。
注意欠陥・多動性障害 (ADHD) との関連が指摘されている。

## 鉛の毒性
脳と肝臓に多く蓄積し、他の臓器や組織にも広く分布する。鉛中毒における毒性の原因は酵素の働きを阻害することである。体内に入った鉛は酵素のチオール基（SH基）と強固に結合し、チオール基を有する種々の酵素の働きを阻害する。特に造血組織でアミノレブリン酸脱水酵素のSH基に結合して貧血を起こすことが典型例である。造血組織でのアミノレブリン酸脱水酵素の阻害は、貧血症状とともに激しい腹痛や神経症状を示すポルフィリン症を引き起こすことが知られている。
また、小児は成人よりも鉛を経口摂取した場合の消化管からの鉛の吸収率が高く、成人では経口摂取しても10%程度の吸収率であるのに対し、小児が経口摂取すると約50%が吸収される。このようなこともあり、小児には少量でも知能指数低下や神経障害の原因となる場合がある。また、胎児においては子宮内鉛曝露量が多いほど出生時の体重が低いとする研究がある。

### 治療
エチレンジアミン四酢酸 (Ca-EDTA) やエデト酸二ナトリウムカルシウム (Ca, Na2-EDTA) などによって鉛の排出を促す治療方法があり、その1つとしてキレーション療法が挙げられる。

## 鉛摂取ルート
ヒト、動物（野生動物、家畜、ペット）の主な摂取ルートとしては、以下のような経路が知られている。
- 鉛含有の塗料片 - 道路標示塗料[16]、鉄製橋梁や構造物の防錆塗料[17][18]、住宅用壁塗料、陶磁器用絵の具[19]など。ただし、橋梁防錆塗料については2000年頃から使用量は減少している。
- 鉛（合金を含む）金属片の摂食や誤嚥 - 漢方薬（珍氏降糖）[20]、ダイビング用おもり[21]、魚釣り用おもり、散弾・鉛銃弾遺残症[22][23]、カーテンのおもり[24]
- 鉛（合金を含む）金属微粉末や蒸気の吸入 - 鉛精錬工程[25]、鉛合金の加工工場、ハンダ付け作業、有鉛ガソリン
- 汚染水 - 廃鉱からの漏出（鉱毒・鉱害）、廃棄された鉛蓄電池、家電製品や電気機器に使用されていたハンダからの溶出

特に野生動物の場合は、
- 食物連鎖のルート - 鉛に汚染された水・土壌で育った動植物、それを食べた上位動物
- 狩猟で使われる銃弾（散弾、ライフル）の半矢状態で体内に残存した場合
- 鳥が小石と間違えて鉛を飲み込む場合 - 鳥は消化を助けるため、適当な大きさの小石を飲み込んで砂嚢に蓄える習性がある[26]。北海道では2014年10月1日から狩猟用鉛弾の所持が禁止された[27]。

## 近代の鉛中毒の歴史
産業革命後の欧州では鉛の使用料は急激に増加して鉛中毒が拡大した。ベルリンでは1889年に1,477名が中毒し、イギリスでは1900年に1,058名の中毒（うち死亡382名）があった。
日本においては、1879年（明治12年）ごろから子供の玩具として鉛めんこが普及しており、特に日露戦争のあとは男子も女子も鉛めんこを好んでいた。
ドイツでは1926年から36年にかけて24,441の中毒事例が発生し、このうち2,699事例について賠償が行われた。
日本では、白粉にも鉛白（白鉛）が使用されていた。この時代には、日常的に多量の白粉を使用する役者などに鉛中毒が見られた。政府は1916年に工場法を改正して中毒予防措置を義務化し、1922年には鉛の排除義務や保護具規程を追加したが、実効性は疑問視された。1925年のILO条約加盟のちの内務省調査（1931年）によれば、白鉛取扱者では54％、鉛丹取扱者では28%が発症していた。鉛を使用した白粉の製造は1934年（昭和9年）に禁止された。
1947年に労働省が独立し労働基準法が公布された際には、女子年少者労働基準規則に鉛中毒対策条項が設けられた。
日本では1980年代末頃まで、水道管の給水管新規工事に鉛管が使われており、その水道水を飲料水に用いた場合は鉛が鉛イオンとして溶け出し、長期間飲むことで体内に鉛が蓄積され鉛中毒になる場合もあった。その後、1995年には水道給水管への鉛の使用は全面的に禁止されており、新しい水道管に鉛管が使われることはない。
一方、民間では鉛を多く含むハンダの使用もあり、鉛をほとんど含まない鉛フリーハンダが開発された。欧州連合 (EU) においては2006年7月1日から、従来の鉛を多く含むハンダの使用を原則として禁止された。
かつて、ガソリンのオクタン価を高めようとテトラエチル鉛を添加したをガソリン（有鉛ガソリン）が広く出回っていた当時には、その危険性を示そうと赤や緑に着色されていた。日本国内においては無鉛化の動きにより、1980年代後半までにすべてが無鉛ガソリンに置き換わり、自動車用有鉛ガソリンの販売・使用は禁止されている。現在ガソリンスタンドで給油できるのは無鉛ガソリンのみである。ただしレシプロエンジンを搭載する航空機用ガソリン (AvGas) では、現在でも有鉛ガソリンが使われている。テトラエチル鉛の添加を考案したトマス・ミジリーは研究中に鉛に暴露され続けたため鉛中毒で長期療養が必要となった。
ダークチョコレートなどに含まれるカカオは、その製造過程で鉛などの重金属を含み、2023年3月に米国の医学界が警告を発しているが、ギラデリ、ヴァローナ、マストブラザーズ、タザは比較的問題のないブランドとして掲載されている。

## ローマ帝国における鉛中毒
ローマ帝国では水道管に鉛が使われていたため、慢性的に鉛中毒者を発生させて衰退の一因になったという説があるが、それに対する反論もある。
主な理由は2つある。
1つは水道内部に分厚く沈着したカルシウム炭酸塩が鉛管の内側にも付着し、鉛と流水を効果的に隔離したこと。もう1つはローマ水道における鉛管部分はごくわずかに過ぎず、総延長のほとんどは石造だった上、現代と違ってローマの水道には蛇口の栓というものがなく常時垂れ流しだったため、鉛の溶出が問題になるほど長時間に渡って水と鉛が接触することはなかったことである。
だが、古代ローマではサパと呼ばれる酢酸鉛を主成分とした甘味料が多く摂取されていたことから、鉛中毒が多く発生したと考えられている。なお、この時代からすでに鉱山などの事例により鉛が健康被害をもたらすということは知られていた。また、古代ローマ人は頻繁にワインを嗜んでいたことから、鉛が多用されたワインの製造器具から醸造過程で多くの鉛が混入してローマ人の健康を蝕んだ可能性も指摘されている。実際、ヘルクラネウムで発掘された古代ローマ人の人骨からは高濃度の鉛が検出され、鉛中毒の被害が疑われた。